# Tècnic
Un tècnic és un expert o algú que es dedica professionalment a qualsevol àmbit de la tècnica o la tecnologia. La tècnica és una aplicació pràctica de la cultura que és pròpia de cada societat i que inclou moltes branques de gran diversitat, abastant tot l'art (la paraula art deriva del grec τέχνη, téchne) i tota l'enginyeria. Hi ha tècnics més generalistes i altres de més especialitzats.
En l'àmbit catalanoparlant, en el passat, art i tècnica eren sinònims, com encara ocorre en la llengua italiana, per exemple, i en llatí i grec la mateixa paraula volia dir art, tècnica i ofici. Així, el concepte de la professió de tècnic està molt lligat amb el d'artesà.
Els tècnics es caracteritzen per tenir alts coneixements teòrics i pràctics i, especialment, per portar-los a la pràctica amb creativitat. En cada cas es troba amb allò que és nou i on cal «inventar» la manera concreta de fer. En general, cadascun té la seva personalitat i experiència. És de manera que, tot i que tinguin com a base les mateixes metodologies, filosofies i coneixements científics, rarament obtindran exactament el mateix resultat de la mateixa manera.